# Tommeliten
Tommeliten är en kulle i Antarktis. Den ligger i Östantarktis. Norge gör anspråk på området. Toppen på Tommeliten är 993 meter över havet.
Terrängen runt Tommeliten är lite kuperad. Trakten är glest befolkad. Närmaste befolkade plats är SANAE IV Station, 17,1 kilometer nordväst om Tommeliten.